# Ulica Piotrowicka w Katowicach
Ulica Piotrowicka w Katowicach (niem. Petrowitzer Straße / Teil Rubergstraße) − jedna z dróg w katowickej dzielnicy Ligota-Panewniki i głównych ulic Ligoty. Swoją nazwę wzięła od części Katowic − Piotrowic. Posiada południkowy przebieg.

## Historia

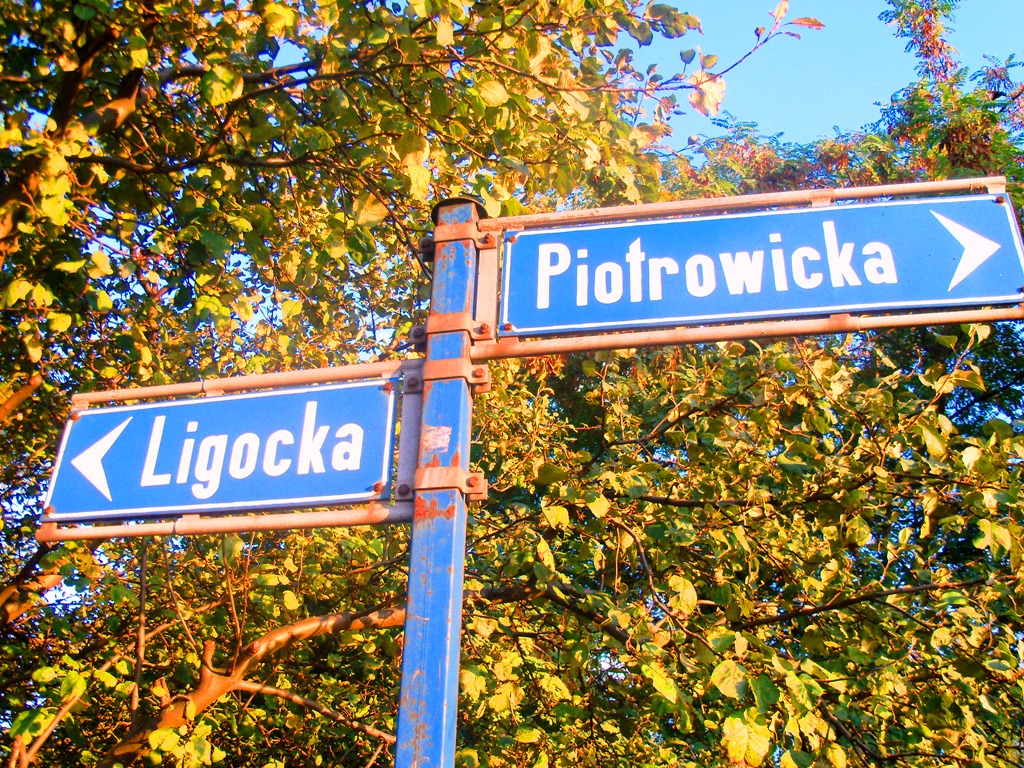
Znak na wiadukcie kolejowym − koniec ul. Ligockiej i początek ul. Piotrowickiej

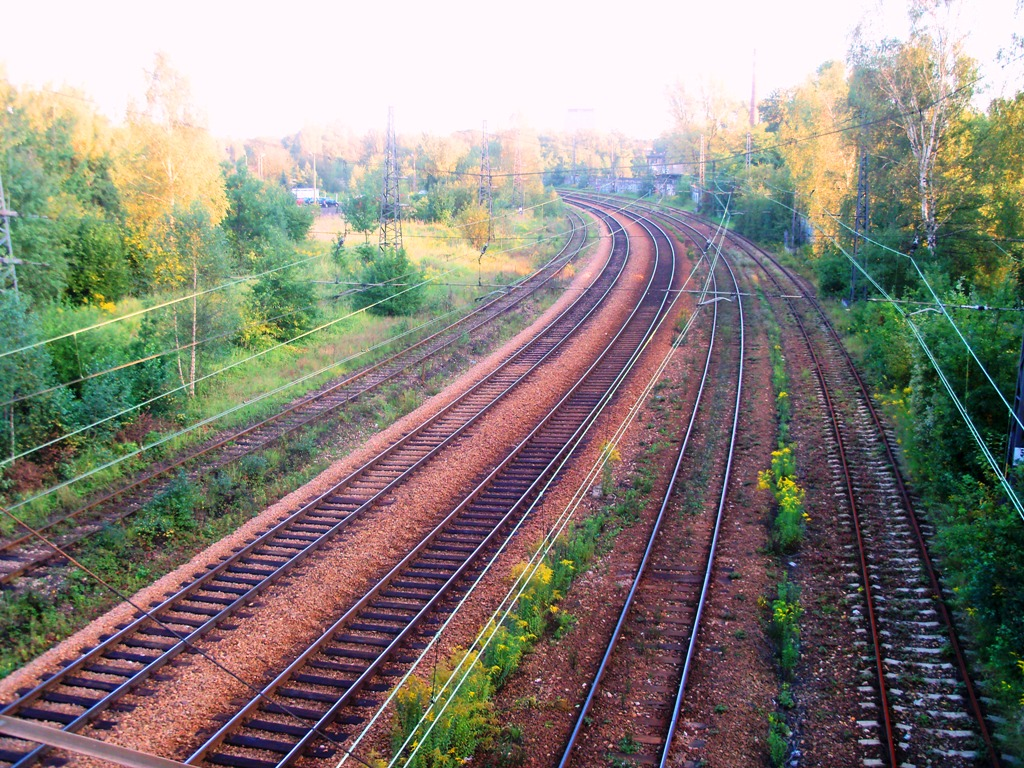
Wiadukt kolejowy − koniec ul. Ligockiej i początek ul. Piotrowickiej

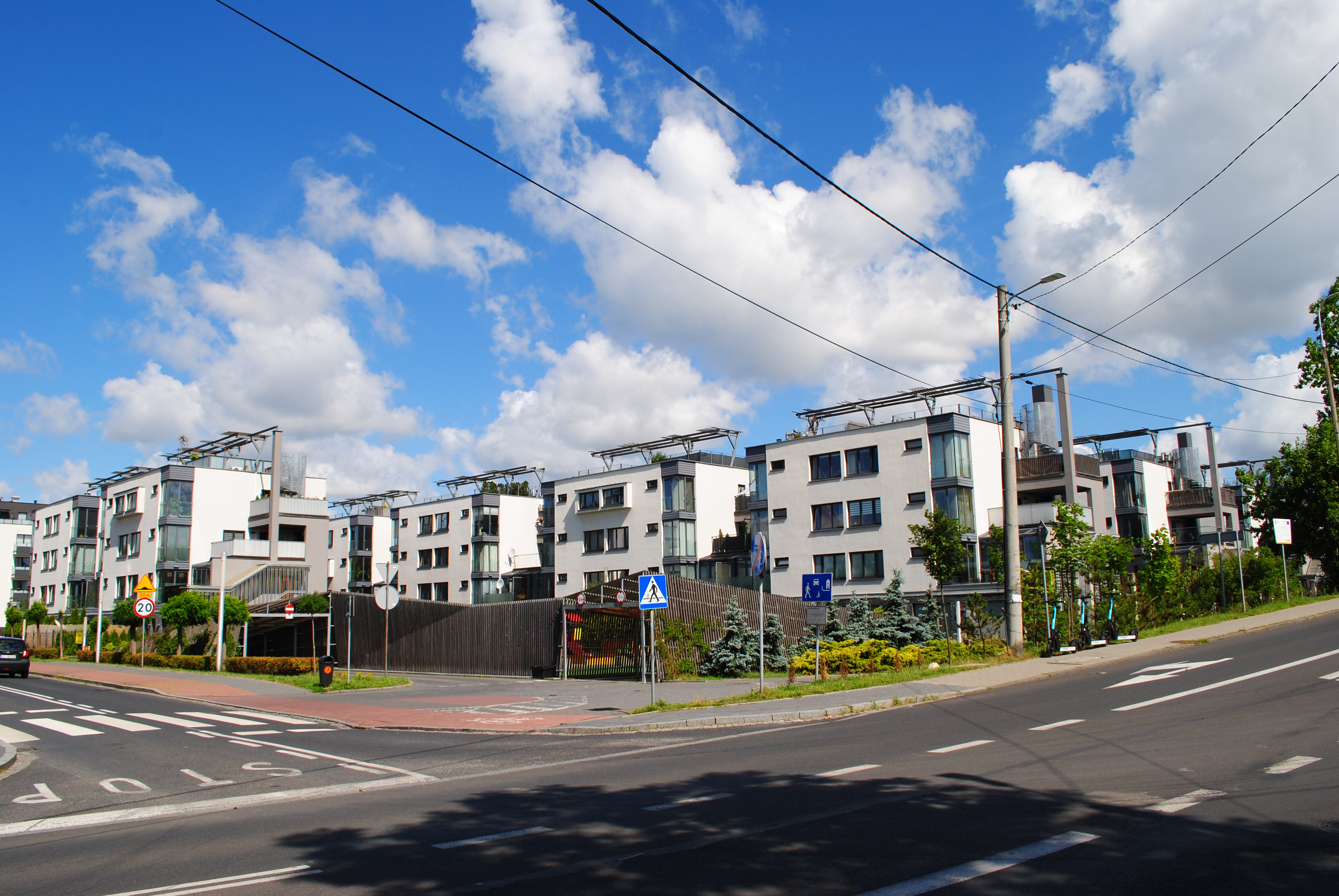
Osiedle Książęce

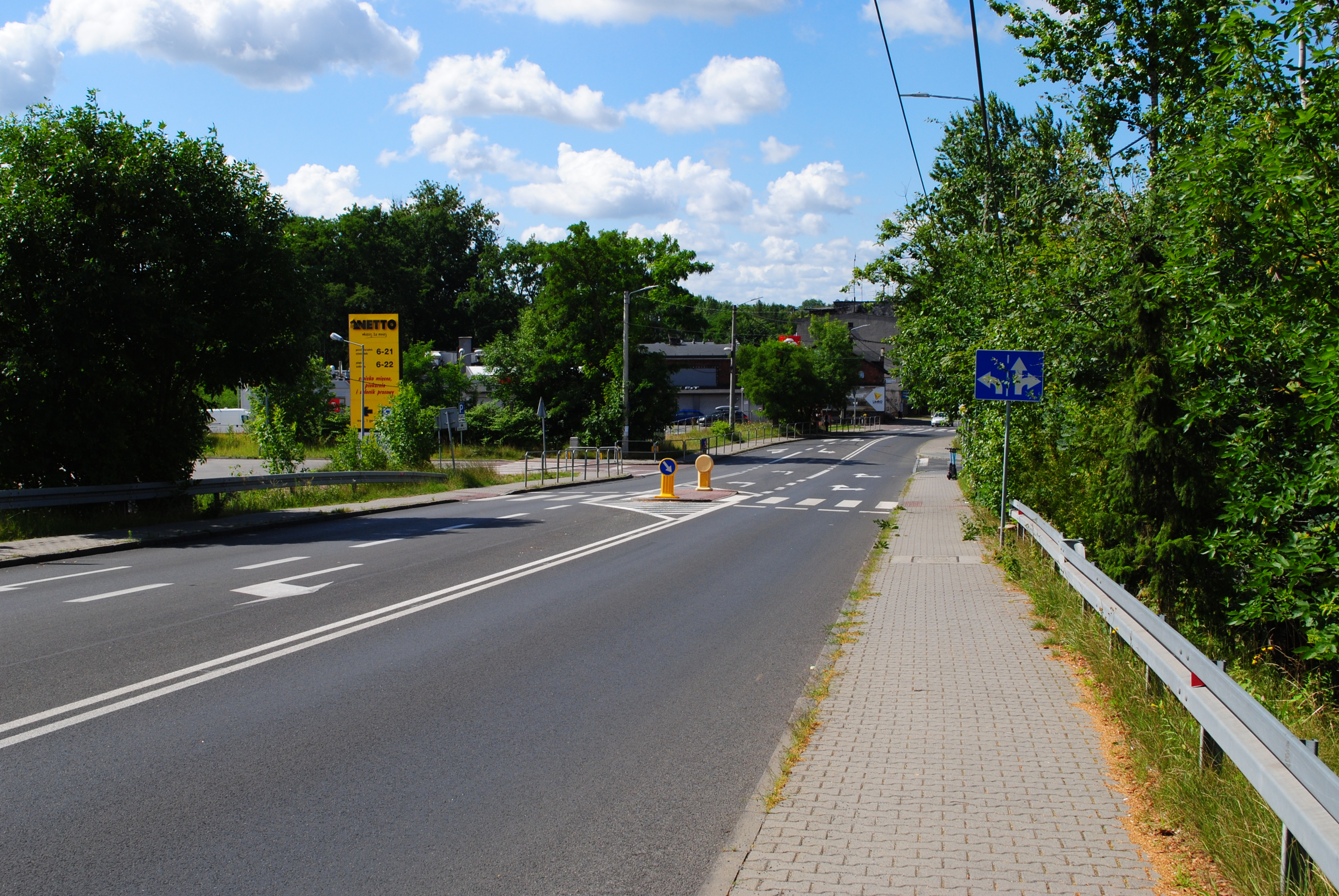
Widok ulicy w kierunku południowym

Droga została uwzględniona na mapie Pruskiego Sztabu Generalnego z 1827. Ulica do 1922 roku nosiła nazwę Petrowitzer Straße, a w latach 1939−1945 Teil Rubergstraße (część północna) i Petrowitzer Straße (część południowa). Przed I wojną światową rozpoczęła przy niej działalność fabryka farb, produkująca kwas solny (istniała do lat sześćdziesiątych XX wieku). Na rogu dzisiejszych ul. Piotrowickiej i ul. Książęcej (obecnie ul. Piotrowicka 83) gmina Ligota wybudowała ratusz gminny − urząd funkcjonował w nim do 1924, później swoją siedzibę miał tu komisariat policji. Dnia 4 września 1939 polscy saperzy wysadzili most nad Kłodnicą przy ul. Piotrowickiej. W latach pięćdziesiątych w rejonie ul. Piotrowickiej, Zielonogórskiej i Kołobrzeskiej wzniesiono osiedle mieszkaniowe. Do 1960 odcinek drogi między ulicą Panewnicką a ulicą Kredytową nosił imię Teofila Bromboszcza − biskupa katowickiego, urodzonego w Ligocie. Rejon ulicy Piotrowickiej i ulicy Panewnickiej to dawne, silnie przekształcone skrzyżowanie z lokalnymi ośrodkami usługowymi. Uchwałą Rady Miasta Katowic z dnia 26 kwietnia 2010 plac, położony u zbiegu ul. Piotrowickiej i ul. Panewnickiej, otrzymał nazwę skwer Bolesława Szabelskiego.

## Infrastruktura
Droga jest ulicą klasy zbiorczej, pod nią znajduje się sieć wodociągowa Ø 150 mm oraz kanał zbiorczy Ø 800 mm, odprowadzający ścieki. Ulicą na całej swojej długości kursują autobusy na zlecenie Zarządu Transportu Metropolitalnego (ZTM).
Według badań Urzędu Miasta Katowice z 2007 na osiedlu pomiędzy ulicami Zielonogórską, Panewnicką i Piotrowicką udział powierzchni zabudowanej w powierzchni terenu wynosi 20%, wskaźnik intensywności zabudowy (netto) − 0,80 WIZ, średnia ważona liczby kondygnacji − 4; na osiedlu pomiędzy ulicami Piotrowicką, Wileńską, Śląską i Poleską udział powierzchni zabudowanej w powierzchni terenu wynosi 27%, wskaźnik intensywności zabudowy (netto) − 0,55 WIZ, średnia ważona liczby kondygnacji − 2,04.

## Obiekty i instytucje
Przy ulicy Piotrowickiej znajdują się następujące obiekty o wartości historycznej:
- willa w ogrodzie (ul. Piotrowicka 17), wybudowana w latach trzydziestych XX wieku w stylu funkcjonalizmu[14];
- domy mieszkalne wielorodzinne (ul. Piotrowicka 19), wybudowane w latach czterdziestych XX wieku[14];
- fragment socrealistycznej zabudowy mieszkaniowej wielorodzinnej (ul. Piotrowicka 22, 24, 26, 26abcd, 28, 30, 30abcd, 32, 34, 36, 38, 40, 42, 44, 46, 46abc, 48, 50, 50abc); pochodzący z lat pięćdziesiątych XX wieku oraz wcześniejszej; objęty ochroną konserwatorską[14], ochronie podlegają: skala i forma historyczna, geometria dachu i jego historyczne pokrycie, cechy stylowe i detale architektoniczne, wielkość i rozmieszczenie otworów, podział i rytm okien;
- fragment zespołu zabudowy kolonii urzędniczej − dom mieszkalny (ul. Piotrowicka 37); wzniesiony w latach czterdziestych XX wieku, w stylu socrealistycznym[14]; objęty ochroną konserwatorską[14], ochronie podlegają: skala i forma historyczna, cechy stylowe i detale architektoniczne, kształt, wielkość, rozmieszczenie otworów okiennych i drzwiowych, ich podziały oraz płaski dach;
- zabytkowy budynek mieszkalny − kamienica w ogrodzie (ul. Piotrowicka 58/60), wzniesiona w stylu funkcjonalizmu w dwudziestoleciu międzywojennym[14]; objęta ochroną konserwatorską[14], ochronie podlegają: skala i forma historyczna, zróżnicowana wysokość budynku, płaski dach, cechy stylowe i detale architektoniczne, historyczna kolorystyka, kształt, wielkość, rozmieszczenie otworów okiennych i drzwiowych, kształt i podziały stolarki okiennej i drzwiowej, proste formy balustrad i ogrodzeń oraz starodrzew w ogrodach;
- zabytkowe budynki mieszkalne z początku XX wieku − modernistyczna willa w ogrodzie (ul. Piotrowicka 61) i dom mieszkalny (ul. Piotrowicka 63); objęte ochroną konserwatorską[14], ochronie podlegają: skala i forma historyczna, geometria dachu, cechy stylowe i detale architektoniczne, historyczna kolorystyka, kształt, wielkość, rozmieszczenie otworów okiennych i drzwiowych, kształt i podziały stolarki okiennej i drzwiowej oraz starodrzew w ogrodach;
- zabudowa mieszkaniowa wielorodzinna (ul. Piotrowicka 62, 64, 66), obiekty wzniesiono w latach pięćdziesiątych XX wieku w stylu socrealistycznym[14];
- zabytkowy budynek mieszkalny (ul. Piotrowicka 73)[12], wzniesiony na przełomie XIX i XX wieku, posiada kamienny detal[14];
- kamienica mieszkalna w ogrodzie (ul. Piotrowicka 79)[12], pochodząca z przełomu XIX i XX wieku[14];
- budynek dawnego ratusza (ul. Piotrowicka 83), wzniesiony  w pierwszej ćwierci XX wieku[14]; obiekt posiada mansardowy dach wielospadowy, murowaną balustradę i podcienia z kolumnami oraz dwa półkoliste ryzality, przykryte półkolistymi kopułami[12];
- budynek za dawnym ratuszem (ul. Piotrowicka 83a)[12];
- kamienica mieszkalna w ogrodzie (ul. Piotrowicka 88), wybudowana w latach trzydziestych XX wieku w stylu funkcjonalizmu[14];
- kamienica mieszkalna − dawny zajazd, później kino (ul. Piotrowicka 90); wzniesiona w stylu historyzmu ceglanego, pod koniec XIX wieku[14];
- kamienica mieszkalna (ul. Piotrowicka 99d), wybudowana w pierwszej ćwierci XX wieku[14];
- kamienica mieszkalna (ul. Piotrowicka 100), wzniesiona na przełomie XIX i XX wieku[14];
- dom pracowników kolei (ul. Piotrowicka 117a), wybudowany w dwudziestoleciu międzywojennym[14];
- kamienica mieszkalna dla pracowników kolei (ul. Piotrowicka 118), wzniesiona w dwudziestoleciu międzywojennym[14].

Pod numerem 89 istnieje historyczny zespół budynków Energomontażu-Południe; nie jest objęty ochroną ze względu na utratę cech zabytkowych wskutek przeróbek.
Przy ulicy Piotrowickiej swoją siedzibę mają: przedsiębiorstwa handlowo-usługowe, biura rachunkowe, Instytut Informatyki Śledczej, niepubliczne zakłady opieki zdrowotnej, wspólnoty mieszkaniowe.